# حرکت اسب (فیلم)
حرکت اسب (انگلیسی: Knight Moves) فیلمی در ژانر جنایی، معمایی، و مهیج روان‌شناسانه به کارگردانی کارل شنکل است که در سال ۱۹۹۲ منتشر شد. موضوع این فیلم که نوشته براد میرمن می‌باشد دربارهٔ یک استادبزرگ شطرنج است که متهم به ارتکاب چندین فقره قتل است.

## بازیگران
- کریستوفر لمبرت
- داین لین
- تام اسکریت
- دانیل بالدوین
- کاترین ایزابل
- فردی مین